# 硝酸四氨合铂
硝酸四氨合铂是一种配合物，化学式为[Pt(NH3)4](NO3)2，为强氧化剂。

## 化学性质
硝酸四氨合铂受热发生强烈放热的分解反应。在氦中的分解温度为260℃，在氢中的为190℃，分解产物均为铂：
[Pt(NH3)4](NO3)2 → Pt + 3 N2 + 6 H2O